# Zauschneria microphylla
Zauschneria microphylla là một loài thực vật có hoa trong họ Anh thảo chiều. Loài này được (A. Gray) Moxley miêu tả khoa học đầu tiên năm 1920.